# V-리그 2008-09
NH농협 2008~2009 V-리그는 대한민국의 프로배구 V-리그의 다섯 번째 시즌이다. 2008년 11월 22일 대전 충무체육관에서 대전 삼성화재 블루팡스와 천안 현대캐피탈 스카이워커스의 개막전을 시작으로 2009년 4월 12일까지 열렸다.

## 대회 개요
- 대회명 : NH농협 2008~2009 V-리그
- 대회기간 : 2008년 11월 22일 ~ 2009년 4월 14일
- 경기수
  - 7라운드 홈 앤드 어웨이(3라운드 종료 후 1월 18일 올스타전 개최, 4라운드 중립 경기: 1월 21일부터 2월 2일까지 서울 중립경기 개최)
    - 정규리그 : 남자부 - 총 105경기(팀당 35경기), 여자부 - 총 70경기(팀당 28경기)
    - 플레이오프 : 남녀 각 3전 2선승제
    - 챔피언결정전 : 남녀 각 5전 3선승제

※ 참고 : 신생팀 서울 우리캐피탈과 관계된 시범경기는 2009년 1월 22일부터 2009년 2월 1일까지 5개 프로팀 및 아마 초청팀을 상대로 한 번씩 개최된다.

### 참가 구단
| 프로팀 - 구미 LIG손해보험 그레이터스 - 대전 삼성화재 블루팡스 - 인천 대한항공 점보스 - 천안 현대캐피탈 스카이워커스 - 수원 KEPCO 45 초청팀 - 신협상무 - 서울 우리캐피탈 - 이번 시즌은 시범경기로 참가하고 내년 시즌부터 정식 참가할 예정 | 프로팀 - 구미 한국도로공사 EX - 대전 KT&G 아리엘즈 - 수원 현대건설 그린폭스 - 인천 GS칼텍스 - 천안 흥국생명 핑크스파이더스 |

## 대회 특징

### KOVO 총재 이취임
- 대우자동차판매 이동호 회장 제2대 총재 취임

2007~2008시즌을 끝으로 KOVO 김혁규 총재가 물러났다. 그는 당시 여당인 민주당 국회의원으로서 KOVO 초대 총재로 추대되었지만 신생팀 창단이라는 공약을 지키지 못한 채 물러났다. 여기에 대한배구협회 회장으로 한나라당의 정치인 이름이 거론되었을 만큼 정치인의 입김이 작용하였다. 하지만 대우자동차판매 사장이자 우리캐피탈 회장인 이동호씨가 신생팀 창단에 대한 약속을 하면서 프로구단 단장들이 그를 선택하게 되어 이동호 사장은 제2대 KOVO 총재로 취임하게 되었다. 이동호 사장은 취임후 대우자동차판매 산하 계열사 내에 남자 혹은 여자 프로배구단 1팀을 창단하겠다는 구체적인 계획까지 내놓은 것으로 알려졌다.

### 초청팀의 프로화 전환 및 신생팀 창단
- 한국전력 배구단 준회원 참가

프로출범 원년부터 아마추어팀 초청 자격으로 프로리그에 참여한 한국전력 배구단이 프로화를 선언하며 준회원 자격으로 참가한다. 한국전력은 지난 3월에 KOVO로부터 가입승인 공문을 받은 후 내부 의사회의 결정을 거쳐 가입비 4억원을 내는 등 프로배구단으로 전환하는 작업에 착수하였다. 한국전력 배구단은 준프로팀으로 참가하면서 사내공모를 통해 배구단의 이름을 수원 KEPCO 45로 최종 확정하여 9월 22일 발표하였다. 45의 의미는 구단이 창단된 1945년을 뜻하며 이는 오랜 전통과 미래를 지향한다는 뜻이다. 이처럼 한국전력 배구단이 프로화에 성공함에 따라 2008~2009 시즌에 참가하는 프로팀은 5개 구단으로 늘어났고, 한국전력은 2008 신인선수 드래프트에 정식 참가하여 전체 1순위와 2라운드 1,2,3순위 지명권을 갖게 되었다.
- 우리캐피탈 배구단 출범

프로배구 제6구단 우리캐피탈 배구단이 출범한다. 이로써 아마추어 초청팀으로 참여했던 한국전력에 이어서 6구단으로 창단되는 우리캐피탈은 2008년도 신인드래프트에서 1라운드 2~5순위, 2009년도 1라운드 1~4순위 지명권을 확보하였다. 감독에는 김남성 명지대 감독이, 코치로는 이미 박희상 전 대한항공 선수가 최종 확정되었다. 아울러 우리캐피탈의 연고지는 서울로 공식 확정되었다. 그러나 창단이 늦어진 탓에 2008~09시즌에는 참여하지 않고 서울 중립경기에서 6차례 시범경기를 치르기로 했다.
- 상무 배구단 신협상무로 명칭 변경

초청팀 상무배구단이 지난 8월 27일 올림픽파크텔에서 신협중앙회와 2년간 스폰서십을 체결하였다. 따라서 배구단 명칭이 신협상무배구단이 되었고, 선수 유니폼, 구단버스에 신협상무라는 명칭을 앞으로 2년간 사용할 수 있게 된 것이다. 상무배구단은 신협상무배구단의 이름으로 지난 IBK 기업은행배 2008 양산프로배구에 첫 선을 보였다.

### 이전 시즌과의 비교
- 경기 규칙 개정
2008년 9월 국제배구연맹에서 몇몇 경기 규칙을 개정하여 발표하였다. 이에 따라 대한민국 V-리그에서도 개정된 규칙을 따라 경기하기로 결정하였다.
  - 네트터치 반칙 기준 완화

지금까지는 경기도중 몸의 일부가 네트에 닿으면 어김없이 네트터치 반칙이 선언되었다. 그러나 개정된 경기 규칙에 따라 "선수가 경기도중 네트 맨위에 걸쳐진 5센티미터 폭의 흰색 밴드와 네트 상단으로 올라간 안테나를 제외하고는 신체가 네트의 어느 부분에 닿더라도 고의가 아니라면 반칙이 선언되지 않는다"는 규칙을 적용한다.[8]
  - 중앙선 침범 반칙 기준 완화

손목 이상이 라인을 넘거나 나머지 신체 일부분이 라인을 넘으면 센터라인 침범 반칙이 선언되던 기존 규정이 "발 전체가 넘어가는 경우를 제외한 중앙선 침범에는 반칙이 선언되지 않는다"로 바뀌었다.[8]
  - 리베로 2명 기용

그동안 수비전문 선수인 리베로가 한 팀에 1명만이 뛸 수 있었으나 개정 규칙에 따라 리베로를 2명으로 늘릴 수 있게 했다. 따라서 6명으로 이뤄진 한 팀에 2명의 리베로를 지명할 수 있다. 이는 랠리가 더욱 오래 진행되도록 하려는 취지로 시행된다. 단, 한 경기에 한 번만 교체가 가능하며 일단 교체되면 제2리베로가 부상당하는 등 부득이 교체해야 하는 상황이 아닐 경우 제1리베로는 교체된 이후부터 다시 코트로 복귀할 수 없다.[8]
  - 선수 교체

기존에는 점수를 득점하거나 노카운트가 선언되는 등 경기가 중단되면 감독이나 코치가 직접 버저를 누르고 주심에게 선수교체 사인을 내어 선수를 교체했으나 빠른 경기진행을 위해 프로농구와 같이 교대 선수가 기록석 옆에 서있으면 경기가 중단됨과 동시에 선수가 교체된다.[8]

- 여자부 2점 백어택 제도 폐지

이전 시즌까지 여자부 선수들의 공격력을 강화하고 볼거리를 제공하기 위한 목적으로 도입된 2점 백어택 제도가 간판 선수들의 부상을 유발할 뿐만 아니라 국제경기력을 뒷걸음질치게 하는 원인이 되어 2008~2009 시즌부터는 폐지되었다.
- 비디오판독시 경기판독위원의 참여

한 팀당 한 번의 요청이 가능한 비디오 판독시에는 공정한 판정을 위해 부심이 빠지는 대신 경기판독위원이 참여하여 경기운영위원, 심판위원과 함께 판정을 실시한다.
- 여자부 중립경기에서 1개 라운드 소화

2007~2008 시즌은 여자부의 올림픽 예선전 준비 관계로 중립경기 동안 2회의 라운드를 소화했으나 2008~2009 시즌부터는 원래대로 1회의 라운드로 환원된다.
- 여자부 자유계약 제도 도입 두 번째 시즌

자유계약 제도 두 번째 해에도 여자부 구단 사이에 선수 이동이 있었다. FA 최대어였던 도로공사의 레프트 공격수 한송이가 흥국생명으로 이적하였다. 당초 한송이는 언니인 한유미가 뛰고 있는 현대건설로 이적하기를 희망하였지만 도로공사 구단의 외압설이 나도는 등 우여곡절을 겪은 끝에 흥국생명으로 이적하였다. 이에 따라 흥국생명에서는 보상선수로 이보라가 도로공사로 이적하였다. 한송이는 흥국생명으로 이적하며 3년 계약에 연봉 1억 5천만원을 받았는데 이 금액은 예상을 깬 파격적인 금액인데다 당시 남자부 최고 연봉인 1억 3천만원보다 더 많은 금액이었기에 남자부 선수들의 연봉이 연쇄적으로 인상되는 효과를 가져왔다. 또한 KT&G의 라이트 공격수 박경낭이 현대건설로 이적하였다.

### 시즌 중 감독 교체
NH농협 2008~2009 V-리그에서는 유난히 시즌 중 감독이 교체되는 일이 잦았다. 시즌 중 감독 교체는 자칫하면 장기 레이스를 펼치는 선수들에게 충격을 줄 수도 있는 극약 처방이다.
- 남자부 수원 KEPCO 45

수원 KEPCO 45 공정배 감독이 시즌 중인 2009년 2월 18일에 경질되었다. 이는 1승도 거두지 못한 채 계속된 25연패로 인한 결과였다. 공정배 감독은 경질된 후 한국전력공사의 일반 직원으로 돌아갔으며, 이후 차승훈 수석 코치가 감독 대행을 맡게 되었다. 차승훈 감독대행은 선수들의 훈련을 줄이는 대신 집중력을 강조하였고, 그 결과 수원 KEPCO 45는 신협상무전에서 첫 승을 기록하였다.
- 여자부 천안 흥국생명 핑크스파이더스

2008년 12월 30일 천안 흥국생명 핑크스파이더스는 정규리그 1위를 이끌고 있던 황현주 감독을 전격적으로 경질하였다. 흥국생명 구단에 따르면 구단 이미지를 쇄신하기 위한 조치였다고는 하나, 대부분의 배구팬 및 관계자들은 구단 고위층의 관여설, 혹은 구단 관계자와의 사이가 나빠진 것을 원인으로 들었다. 이후 이승현 세화여자고등학교 감독이 같은 날에 지휘봉을 잡게 되었다.
그러나 이승현 감독은 선수들을 파악하기에는 미처 시간이 없었고, 오히려 작전 타임때 선수들이 지시를 듣는 둥 마는 둥하는 태도를 보일 정도로 경기에 임하였다. 여기다 외국인 선수 카리나 오카시오가 충수염 수술로 전력에서 잠시 빠지게 되면서 흥국생명은 이승현 감독 부임후 6승 9패의 성적을 거두었고, 급기야 2009년 3월 10일 이승현 감독은 자진 사퇴 형식으로 감독직을 내놓게 되었다. 후임에는 어창선 수석 코치가 감독 대행을 맡게 되었다. 이로써 흥국생명 핑크스파이더스는 한 시즌 중 두 차례의 감독 교체라는 불명예스러운 기록을 남긴 것도 모자라, 2005~2006 시즌 중에도 흥국생명은 정규리그 1위를 달리고 있던 중 황현주 감독을 경질하고 김철용 감독으로 교체한 적이 있었기에 시즌 진행 중 감독 교체만 세 번째로 기록되었다.

## 신인 드래프트
신인 드래프트 지명 순서는 확률 추첨제로 정해진다.

### 남자부[14]
| 1라운드  | 순위      | 1순위(한국전력)   | 2순위(우리캐피탈) | 3순위(우리캐피탈) | 4순위(우리캐피탈) | 5순위(우리캐피탈) |
| 1라운드  | 지명 선수 | 문성민 (경기대)   | 신영석 (경기대)   | 최귀엽 (인하대)   | 황동일 (경기대)   | 박상하 (경희대)   |
| 2라운드  | 순위      | 5순위(대한항공)   | 4순위(LIG손보)    | 3순위(한국전력)   | 2순위(한국전력)   | 1순위(한국전력)   |
| 2라운드  | 지명 선수 | 지명권 포기       | 안준찬 (명지대)   | 이영준 (한양대)   | 최일규 (홍익대)   | 최석기 (한양대)   |
| 3라운드  | 순위      | 1순위(현대캐피탈) | 2순위(삼성화재)   | 3순위(삼성화재)   | 4순위(현대캐피탈) | 5순위(대한항공)   |
| 3라운드  | 지명 선수 | 강웅 (홍익대)     | 박수민 (조선대)   | 지명권 포기       | 지명권 포기       | 지명권 포기       |
| 4라운드  | 순위      | 5순위             | 4순위             | 3순위(우리캐피탈) | 2순위(한국전력)   | 1순위(LIG손보)    |
| 4라운드  | 지명 선수 | 지명권 포기       | 지명권 포기       | 변상선 (명지대)   | 이기범 (충남대)   | 하성래 (인하대)   |
| 추가지명 | 지명구단  | 우리캐피탈        | 우리캐피탈        | 우리캐피탈        | 한국전력          | 한국전력          |
| 추가지명 | 지명 선수 | 이승현 (인하대)   | 이준 (명지대)     | 윤동환 (인하대)   | 김진만 (성균관대) | 황설민 (경희대)   |
| 수련선수 | 지명구단  | 삼성화재          | 대한항공          | -                 | -                 | -                 |
| 수련선수 | 지명 선수 | 김강녕 (조선대)   | 배호철 (경희대)   | '                 | '                 | '                 |

신인 드래프트는 2008년 11월 3일 청담동 리베라호텔에서 개최되었다. 예상대로 드래프트 최대어인 문성민(당시 독일 리그 프리드릭스하펜)이 수원 KEPCO 45에 1라운드 1순위로 지명되었다. 하지만 당시에는 국내에서는 볼 수 없었으나 대신 5년 이내에 국내로 복귀할 경우 우선 순위로 입단할 수 있는 지명권을 한국전력이 행사하게 된다. 문성민이 이에 거부하면 규정에 따라 향후 5년간 국내 리그에서 뛸 수 없게 된다. 이 밖에 대학배구의 대어들이 골고루 우리캐피탈과 한국전력의 지명을 받았다. 2008년도 신인 드래프트에는 22명의 선수 중 21명이 지명을 받았으나 후에 유일하게 지명되지 않은 홍익대학교의 김영기가 우리캐피탈에 수련선수로 지명됨으로써 2008년도 신인드래프트에 나온 22명의 선수 전원이 6개 구단에 지명되는 사상 첫 100% 취업률을 기록했다.

### 여자부
| 구분     | 구분      | 현대건설          | 도로공사          | KT&G              | 흥국생명          | GS칼텍스          |
| -------- | --------- | ----------------- | ----------------- | ----------------- | ----------------- | ----------------- |
| 1라운드  | 순위      | 1순위             | 2순위             | 3순위             | 4순위             | 5순위             |
| 1라운드  | 지명 선수 | 염혜선 (목포여상) | 황민경 (세화여고) | 김은영 (대구여고) | 김지애 (목포여상) | 나현정 (중앙여고) |
| 2라운드  | 순위      | 5순위             | 4순위             | 3순위             | 2순위             | 1순위             |
| 2라운드  | 지명 선수 | 지명권 포기       | 김선영 (대구여고) | 김주영 (목포여상) | 주예나 (중앙여고) | 시은미 (중앙여고) |
| 3라운드  | 순위      | 1순위             | 2순위             | 3순위             | 4순위             | 5순위             |
| 3라운드  | 지명 선수 | 오아영 (한일전산) | 지명권 포기       | 지명권 포기       | 윤보현 (일신여상) | 지명권 포기       |
| 4라운드  | 순위      | 5순위             | 4순위             | 3순위             | 2순위             | 1순위             |
| 4라운드  | 지명 선수 | 지명권 포기       | 지명권 포기       | 지명권 포기       | 김미연 (포항여고) | 지명권 포기       |
| 수련선수 | 순위      | -                 | -                 | -                 | -                 | -                 |
| 수련선수 | 지명 선수 | 지명권 포기       | 홍윤미 (포항여고) | 지명권 포기       | 지명권 포기       | 지명권 포기       |

2008~2009 시즌은 고교생 국가대표 출신 목포여상의 염혜선이 신인 드래프트에 참가하는 시즌이었다. 10월 20일 오후 2시 청담동 리베라호텔 몽블랑홀에서 열린 드래프트에서 전년도 최하위팀 현대건설 그린폭스는 1순위 지명 확률 50%를 부여받았고, 1순위 지명권을 획득하면서 주저없이 염혜선을 지명하였다. 그러나 대부분의 팀들이 3라운드부터 선수 지명을 포기한 가운데 흥국생명 핑크스파이더스는 4라운드까지 내리 지명하며 박수갈채를 받았다. 이날 고교 졸업 예정 선수 20명 중 13명 만이 지명을 받았고, 지명받지 못한 선수들은 눈물을 떨구며 퇴장해야 했다.

## 트레이드

### 시즌 전

#### 남자부
황동일: 우리캐피탈 → LIG
손석범, 이동엽, 안준찬: LIG → 우리캐피탈 (황동일 선수와 1:3 트레이드)
이강주: 전 삼성화재(당시 신협상무 복무 중임) → 우리캐피탈 (신생팀 우리캐피탈의 지명 선수, 단 전역 후 복귀시 우리캐피탈로 가게 된다)
방지섭: 전 삼성화재 → 우리캐피탈

#### 여자부
한송이: 도로공사 → 흥국생명 (FA 이적)
이보라: 흥국생명 → 도로공사 (한송이의 FA 이적에 대한 보상 선수)
박경낭: KT&G → 현대건설 (FA 이적)
백목화: 현대건설 → KT&G (박경낭의 FA 이적에 대한 보상 선수)

### 시즌 후

#### 여자부
지정희: 대전 KT&G 아리엘즈 → 인천 GS칼텍스
이정옥: 인천 GS칼텍스 → 대전 KT&G 아리엘즈
오현미: 도로공사 → 인천 GS칼텍스
이소라: 인천 GS칼텍스 → 도로공사

## 대회 결과

### 정규리그

#### 남자부

##### 순위
| 순위 | 팀                           | 승 | 패 | 승률  | 점수득실률 | 세트득실률 | 비고               |
| ---- | ---------------------------- | -- | -- | ----- | ---------- | ---------- | ------------------ |
| 1    | 천안 현대캐피탈 스카이워커스 | 28 | 7  | 0.800 | 1.109      | 2.500      | 챔피언 결정전 직행 |
| 2    | 대전 삼성화재 블루팡스       | 26 | 9  | 0.743 | 1.134      | 2.263      | 플레이오프 진출    |
| 3    | 인천 대한항공 점보스         | 22 | 13 | 0.629 | 1.043      | 1.500      | 플레이오프 진출    |
| 4    | 구미 LIG손해보험 그레이터스  | 17 | 18 | 0.486 | 1.015      | 0.970      | -                  |
| 5    | 신협상무                     | 8  | 27 | 0.229 | 0.887      | 0.400      | -                  |
| 6    | 수원 KEPCO 45                | 4  | 31 | 0.114 | 0.827      | 0.227      | -                  |

##### 결과
1라운드
| 날짜             | 홈 팀       | 득점  | 어웨이 팀   | 장소               |
| ---------------- | ----------- | ----- | ----------- | ------------------ |
| 2008년 11월 22일 | 삼성화재    | 1 - 3 | 현대캐피탈  | 대전충무체육관     |
| 2008년 11월 23일 | 대한항공    | 3 - 0 | LIG손해보험 | 인천도원시립체육관 |
| 2008년 11월 23일 | KEPCO 45    | 1 - 3 | 신협상무    | 수원실내체육관     |
| 2008년 11월 25일 | 현대캐피탈  | 1 - 3 | 대한항공    | 천안유관순체육관   |
| 2008년 11월 26일 | LIG손해보험 | 3 - 0 | KEPCO 45    | 구미박정희체육관   |
| 2008년 11월 27일 | 삼성화재    | 3 - 0 | 신협상무    | 대전충무체육관     |
| 2008년 11월 29일 | LIG손해보험 | 0 - 3 | 현대캐피탈  | 구미박정희체육관   |
| 2008년 11월 30일 | 삼성화재    | 3 - 0 | KEPCO 45    | 대전충무체육관     |
| 2008년 11월 30일 | 대한항공    | 3 - 0 | 신협상무    | 인천도원시립체육관 |
| 2008년 12월 2일  | LIG손해보험 | 3 - 0 | 신협상무    | 구미박정희체육관   |
| 2008년 12월 3일  | 대한항공    | 3 - 1 | 삼성화재    | 인천도원시립체육관 |
| 2008년 12월 4일  | 현대캐피탈  | 3 - 0 | KEPCO 45    | 천안유관순체육관   |
| 2008년 12월 6일  | KEPCO 45    | 0 - 3 | 대한항공    | 수원실내체육관     |
| 2008년 12월 7일  | 삼성화재    | 1 - 3 | LIG손해보험 | 대전충무체육관     |
| 2008년 12월 7일  | 현대캐피탈  | 3 - 2 | 신협상무    | 천안유관순체육관   |

- 대한항공이 1라운드에서 5전 전승을 기록하며 대회 돌풍의 주역으로 떠올랐다. 2007~2008 시즌 우승 팀인 삼성화재는 KEPCO 45를 제외한 기존 프로팀에 전패하며 주춤했다.
- 최우수 선수 : 김학민(인천 대한항공 점보스)

2라운드
| 날짜             | 홈 팀       | 득점  | 어웨이 팀   | 장소               |
| ---------------- | ----------- | ----- | ----------- | ------------------ |
| 2008년 12월 9일  | KEPCO 45    | 0 - 3 | 현대캐피탈  | 수원실내체육관     |
| 2008년 12월 10일 | 삼성화재    | 3 - 0 | 대한항공    | 대전충무체육관     |
| 2008년 12월 11일 | LIG손해보험 | 3 - 1 | 신협상무    | 구미박정희체육관   |
| 2008년 12월 13일 | 대한항공    | 3 - 0 | KEPCO 45    | 인천도원시립체육관 |
| 2008년 12월 14일 | LIG손해보험 | 0 - 3 | 삼성화재    | 구미박정희체육관   |
| 2008년 12월 14일 | 현대캐피탈  | 3 - 0 | 신협상무    | 천안유관순체육관   |
| 2008년 12월 16일 | KEPCO 45    | 0 - 3 | LIG손해보험 | 수원실내체육관     |
| 2008년 12월 17일 | 대한항공    | 1 - 3 | 현대캐피탈  | 인천도원시립체육관 |
| 2008년 12월 18일 | 삼성화재    | 3 - 0 | 신협상무    | 대전충무체육관     |
| 2008년 12월 20일 | LIG손해보험 | 2 - 3 | 대한항공    | 구미박정희체육관   |
| 2008년 12월 21일 | 현대캐피탈  | 1 - 3 | 삼성화재    | 천안유관순체육관   |
| 2008년 12월 21일 | KEPCO 45    | 2 - 3 | 신협상무    | 수원실내체육관     |
| 2008년 12월 23일 | 대한항공    | 1 - 3 | 신협상무    | 인천도원시립체육관 |
| 2008년 12월 24일 | 삼성화재    | 3 - 0 | KEPCO 45    | 대전충무체육관     |
| 2008년 12월 25일 | 현대캐피탈  | 3 - 2 | LIG손해보험 | 천안유관순체육관   |

- 1라운드에서 주춤했던 삼성화재는 대한항공에 이어 2라운드 전승을 기록하였다. 한편 초청팀 신협상무는 프로팀 대한항공에게 3년 만에 승리를 따내며 이변의 주인공이 되었다.
- 최우수 선수 : 안젤코(대전 삼성화재 블루팡스)

3라운드
| 날짜             | 홈 팀       | 득점  | 어웨이 팀   | 장소               |
| ---------------- | ----------- | ----- | ----------- | ------------------ |
| 2008년 12월 27일 | 삼성화재    | 3 - 0 | LIG손해보험 | 대전충무체육관     |
| 2008년 12월 28일 | KEPCO 45    | 0 - 3 | 현대캐피탈  | 수원실내체육관     |
| 2008년 12월 28일 | 대한항공    | 3 - 0 | 신협상무    | 인천도원시립체육관 |
| 2008년 12월 30일 | LIG손해보험 | 3 - 1 | KEPCO 45    | 구미박정희체육관   |
| 2008년 12월 31일 | 현대캐피탈  | 3 - 0 | 신협상무    | 천안유관순체육관   |
| 2009년 1월 1일   | 대한항공    | 1 - 3 | 삼성화재    | 인천도원시립체육관 |
| 2009년 1월 3일   | LIG손해보험 | 3 - 1 | 신협상무    | 구미박정희체육관   |
| 2009년 1월 4일   | 현대캐피탈  | 3 - 1 | 대한항공    | 천안유관순체육관   |
| 2009년 1월 4일   | KEPCO 45    | 1 - 3 | 삼성화재    | 수원실내체육관     |
| 2009년 1월 6일   | 삼성화재    | 0 - 3 | 신협상무    | 대전충무체육관     |
| 2009년 1월 7일   | 대한항공    | 3 - 1 | KEPCO 45    | 인천도원시립체육관 |
| 2009년 1월 8일   | LIG손해보험 | 0 - 3 | 현대캐피탈  | 구미박정희체육관   |
| 2009년 1월 10일  | 현대캐피탈  | 3 - 1 | 삼성화재    | 천안유관순체육관   |
| 2009년 1월 11일  | LIG손해보험 | 3 - 2 | 대한항공    | 구미박정희체육관   |
| 2009년 1월 11일  | KEPCO 45    | 0 - 3 | 신협상무    | 수원실내체육관     |

- 3라운드에서는 현대캐피탈이 전승을 거두었다. 신협상무는 대한항공에 이어 삼성화재에게도 프로 출범 이후 처음으로 승리를 따내면서 또 한 번의 이변을 탄생시켰다. LIG손해보험은 3위 경쟁을 했던 대한항공과의 맞대결에서 처음으로 승리하였다.
- 최우수 선수 : 임시형(천안 현대캐피탈 스카이워커스)

4라운드
| 날짜            | 홈 팀       | 득점  | 어웨이 팀   | 장소                 |
| --------------- | ----------- | ----- | ----------- | -------------------- |
| 2009년 1월 21일 | 신협상무    | 1 - 3 | 대한항공    | 올림픽공원 제2체육관 |
| 2009년 1월 21일 | 현대캐피탈  | 3 - 0 | KEPCO 45    | 올림픽공원 제2체육관 |
| 2009년 1월 22일 | LIG손해보험 | 0 - 3 | 삼성화재    | 올림픽공원 제2체육관 |
| 2009년 1월 23일 | 현대캐피탈  | 3 - 0 | 신협상무    | 올림픽공원 제2체육관 |
| 2009년 1월 24일 | 삼성화재    | 3 - 1 | 대한항공    | 올림픽공원 제2체육관 |
| 2009년 1월 25일 | LIG손해보험 | 3 - 0 | KEPCO 45    | 올림픽공원 제2체육관 |
| 2009년 1월 26일 | 삼성화재    | 3 - 1 | 현대캐피탈  | 올림픽공원 제2체육관 |
| 2009년 1월 27일 | 대한항공    | 1 - 3 | LIG손해보험 | 올림픽공원 제2체육관 |
| 2009년 1월 28일 | KEPCO 45    | 0 - 3 | 신협상무    | 올림픽공원 제2체육관 |
| 2009년 1월 29일 | 대한항공    | 2 - 3 | 현대캐피탈  | 올림픽공원 제2체육관 |
| 2009년 1월 30일 | 신협상무    | 2 - 3 | LIG손해보험 | 올림픽공원 제2체육관 |
| 2009년 1월 31일 | KEPCO 45    | 0 - 3 | 삼성화재    | 올림픽공원 제2체육관 |
| 2009년 2월 1일  | 현대캐피탈  | 3 - 1 | LIG손해보험 | 올림픽공원 제2체육관 |
| 2009년 2월 2일  | 삼성화재    | 3 - 0 | 신협상무    | 올림픽공원 제2체육관 |
| 2009년 2월 2일  | 대한항공    | 3 - 0 | KEPCO 45    | 올림픽공원 제2체육관 |

- 특유의 조직력이 발휘되며 2라운드에 이어 4라운드도 삼성화재가 전승을 거두었다. LIG손해보험은 대한항공에게 다시 승리하며 점수득실률 차로 4라운드까지의 정규 리그 순위에서 3위로 올라섰다.
- 최우수 선수 : 최태웅(대전 삼성화재 블루팡스)

5라운드
| 날짜            | 홈 팀       | 득점  | 어웨이 팀   | 장소               |
| --------------- | ----------- | ----- | ----------- | ------------------ |
| 2009년 2월 5일  | 삼성화재    | 1 - 3 | 대한항공    | 대전충무체육관     |
| 2009년 2월 5일  | KEPCO 45    | 0 - 3 | LIG손해보험 | 수원실내체육관     |
| 2009년 2월 5일  | 현대캐피탈  | 3 - 0 | 신협상무    | 천안유관순체육관   |
| 2009년 2월 7일  | 현대캐피탈  | 3 - 0 | KEPCO 45    | 천안유관순체육관   |
| 2009년 2월 8일  | LIG손해보험 | 1 - 3 | 삼성화재    | 구미박정희체육관   |
| 2009년 2월 8일  | 대한항공    | 3 - 0 | 신협상무    | 인천도원시립체육관 |
| 2009년 2월 10일 | KEPCO 45    | 0 - 3 | 대한항공    | 수원실내체육관     |
| 2009년 2월 11일 | 현대캐피탈  | 3 - 0 | LIG손해보험 | 천안유관순체육관   |
| 2009년 2월 12일 | 삼성화재    | 3 - 0 | 신협상무    | 대전충무체육관     |
| 2009년 2월 14일 | 대한항공    | 3 - 0 | LIG손해보험 | 인천도원시립체육관 |
| 2009년 2월 15일 | 삼성화재    | 3 - 0 | 현대캐피탈  | 대전충무체육관     |
| 2009년 2월 15일 | KEPCO 45    | 0 - 3 | 신협상무    | 수원실내체육관     |
| 2009년 2월 17일 | KEPCO 45    | 1 - 3 | 삼성화재    | 수원실내체육관     |
| 2009년 2월 18일 | LIG손해보험 | 3 - 2 | 신협상무    | 구미박정희체육관   |
| 2009년 2월 19일 | 대한항공    | 0 - 3 | 현대캐피탈  | 인천도원시립체육관 |

- 5라운드에서는 전승을 거둔 팀 없이, 현대캐피탈·삼성화재·대한항공이 서로 물리고 물리며 각각 4승 1패씩 기록했다. LIG손해보험은 2승 3패를 기록하며 대한항공과의 플레이오프 진출 경쟁에서 불리한 위치에 서게 되었다. KEPCO 45는 첫 경기부터 5라운드 마지막 경기까지 프로팀 사상 최다 연패 기록을 세우며 25연패의 늪에 빠졌다.
- 최우수 선수 : 박철우(천안 현대캐피탈 스카이워커스)

6라운드
| 날짜            | 홈 팀       | 득점  | 어웨이 팀   | 장소               |
| --------------- | ----------- | ----- | ----------- | ------------------ |
| 2009년 2월 21일 | KEPCO 45    | 3 - 1 | 신협상무    | 수원실내체육관     |
| 2009년 2월 22일 | 삼성화재    | 3 - 1 | 대한항공    | 대전충무체육관     |
| 2009년 2월 22일 | LIG손해보험 | 0 - 3 | 현대캐피탈  | 구미박정희체육관   |
| 2009년 2월 24일 | 현대캐피탈  | 3 - 0 | 신협상무    | 천안유관순체육관   |
| 2009년 2월 25일 | KEPCO 45    | 0 - 3 | 삼성화재    | 수원실내체육관     |
| 2009년 2월 26일 | 대한항공    | 3 - 2 | LIG손해보험 | 인천도원시립체육관 |
| 2009년 2월 28일 | LIG손해보험 | 3 - 0 | 신협상무    | 수원실내체육관     |
| 2009년 3월 1일  | 현대캐피탈  | 2 - 3 | 삼성화재    | 천안유관순체육관   |
| 2009년 3월 1일  | 대한항공    | 3 - 0 | KEPCO 45    | 인천도원시립체육관 |
| 2009년 3월 3일  | 대한항공    | 3 - 0 | 신협상무    | 인천도원시립체육관 |
| 2009년 3월 4일  | 삼성화재    | 1 - 3 | LIG손해보험 | 대전충무체육관     |
| 2009년 3월 5일  | KEPCO 45    | 3 - 1 | 현대캐피탈  | 수원실내체육관     |
| 2009년 3월 7일  | LIG손해보험 | 3 - 0 | KEPCO 45    | 구미박정희체육관   |
| 2009년 3월 8일  | 현대캐피탈  | 3 - 0 | 대한항공    | 천안유관순체육관   |
| 2009년 3월 8일  | 삼성화재    | 3 - 0 | 신협상무    | 대전충무체육관     |

- 25연패의 수렁에 빠지며 감독까지 교체했던 KEPCO 45가 6라운드 첫 경기에서 신협상무에게 승리를 거두며 프로화 이후 첫 승을 기록하였다. 이어 KEPCO 45는 현대캐피탈에게도 승리를 거두는 이변을 연출했다. 이에 앞서 현대캐피탈은 삼성화재에게 접전 끝에 일격을 당해 정규리그 우승 경쟁을 안개 속으로 몰고 갔다.
- 최우수 선수 : 안젤코(대전 삼성화재 블루팡스)

7라운드
| 날짜            | 홈 팀       | 득점  | 어웨이 팀   | 장소               |
| --------------- | ----------- | ----- | ----------- | ------------------ |
| 2009년 3월 10일 | LIG손해보험 | 1 - 3 | 삼성화재    | 구미박정희체육관   |
| 2009년 3월 11일 | 현대캐피탈  | 3 - 2 | KEPCO 45    | 천안유관순체육관   |
| 2009년 3월 12일 | 대한항공    | 3 - 0 | 신협상무    | 인천도원시립체육관 |
| 2009년 3월 14일 | KEPCO 45    | 1 - 3 | 대한항공    | 수원실내체육관     |
| 2009년 3월 15일 | LIG손해보험 | 3 - 0 | 신협상무    | 구미박정희체육관   |
| 2009년 3월 15일 | 삼성화재    | 3 - 0 | 현대캐피탈  | 대전충무체육관     |
| 2009년 3월 17일 | KEPCO 45    | 0 - 3 | 신협상무    | 수원실내체육관     |
| 2009년 3월 18일 | 대한항공    | 3 - 1 | 삼성화재    | 인천도원시립체육관 |
| 2009년 3월 19일 | 현대캐피탈  | 3 - 1 | LIG손해보험 | 천안유관순체육관   |
| 2009년 3월 21일 | 삼성화재    | 3 - 0 | 신협상무    | 대전충무체육관     |
| 2009년 3월 22일 | 대한항공    | 1 - 3 | 현대캐피탈  | 인천도원시립체육관 |
| 2009년 3월 22일 | KEPCO 45    | 3 - 1 | LIG손해보험 | 수원실내체육관     |
| 2009년 3월 24일 | 삼성화재    | 1 - 3 | KEPCO 45    | 대전충무체육관     |
| 2009년 3월 24일 | 현대캐피탈  | 3 - 0 | 신협상무    | 천안유관순체육관   |
| 2009년 3월 24일 | LIG손해보험 | 2 - 3 | 대한항공    | 구미박정희체육관   |

- 현대캐피탈은 수원 KEPCO 45와 접전 끝에 승리한 후 대전 삼성화재 블루팡스와의 경기에서 완패하며 선두를 내주었으나 삼성화재가 인천 대한항공 점보스에게 덜미를 잡히면서 다시 1위에 복귀하였다. 이후 현대캐피탈은 1위 자리를 지키며 28승 7패로 정규리그 우승을 차지하였다. 여기에 수원 KEPCO 45는 삼성화재와의 최종전을 3-1로 승리하는 또 한 번의 이변을 일으켰다.
- 최우수 선수: 요슬레이데르 칼라(인천 대한항공 점보스)

#### 여자부

##### 순위
| 순위 | 팀                           | 승 | 패 | 승률  | 점수득실률 | 세트득실률 | 비고               |
| ---- | ---------------------------- | -- | -- | ----- | ---------- | ---------- | ------------------ |
| 1    | 인천 GS칼텍스                | 19 | 9  | 0.679 | 1.084      | 1.667      | 챔피언 결정전 직행 |
| 2    | 대전 KT&G 아리엘즈           | 17 | 11 | 0.607 | 1.023      | 1.137      | 플레이오프 진출    |
| 3    | 천안 흥국생명 핑크스파이더스 | 16 | 12 | 0.571 | 1.042      | 1.226      | 플레이오프 진출    |
| 4    | 수원 현대건설 그린폭스       | 10 | 18 | 0.357 | 0.945      | 0.758      | -                  |
| 5    | 구미 한국도로공사 EX         | 8  | 20 | 0.286 | 0.912      | 0.543      | -                  |

##### 결과
1라운드
| 날짜             | 홈 팀    | 득점  | 어웨이 팀 | 장소               |
| ---------------- | -------- | ----- | --------- | ------------------ |
| 2008년 11월 22일 | KT&G     | 3 - 1 | 흥국생명  | 대전충무체육관     |
| 2008년 11월 23일 | GS칼텍스 | 3 - 0 | 도로공사  | 인천도원시립체육관 |
| 2008년 11월 25일 | 흥국생명 | 3 - 2 | GS칼텍스  | 천안유관순체육관   |
| 2008년 11월 26일 | 도로공사 | 3 - 2 | 현대건설  | 구미박정희체육관   |
| 2008년 11월 29일 | 도로공사 | 1 - 3 | 흥국생명  | 구미박정희체육관   |
| 2008년 11월 30일 | KT&G     | 1 - 3 | 현대건설  | 대전충무체육관     |
| 2008년 12월 3일  | GS칼텍스 | 3 - 0 | KT&G      | 인천도원시립체육관 |
| 2008년 12월 4일  | 흥국생명 | 3 - 1 | 현대건설  | 천안유관순체육관   |
| 2008년 12월 6일  | 현대건설 | 2 - 3 | GS칼텍스  | 수원실내체육관     |
| 2008년 12월 7일  | KT&G     | 2 - 3 | 도로공사  | 대전충무체육관     |

- 한 팀이 독주했던 2007~2008 시즌 1라운드와는 달리 2008~2009 시즌에는 다섯 팀이 1라운드 초반 서로 물리고 물리는 싸움을 펼쳤다. 흥국생명과 GS칼텍스가 3승 1패씩을 기록하였다.
- 최우수 선수 : 데라크루즈(인천 GS칼텍스)

2라운드
| 날짜             | 홈 팀    | 득점  | 어웨이 팀 | 장소               |
| ---------------- | -------- | ----- | --------- | ------------------ |
| 2008년 12월 9일  | 현대건설 | 3 - 1 | 흥국생명  | 수원실내체육관     |
| 2008년 12월 10일 | KT&G     | 1 - 3 | GS칼텍스  | 대전충무체육관     |
| 2008년 12월 13일 | GS칼텍스 | 3 - 2 | 현대건설  | 인천도원시립체육관 |
| 2008년 12월 14일 | 도로공사 | 0 - 3 | KT&G      | 구미박정희체육관   |
| 2008년 12월 16일 | 현대건설 | 3 - 0 | 도로공사  | 수원실내체육관     |
| 2008년 12월 17일 | GS칼텍스 | 1 - 3 | 흥국생명  | 인천도원시립체육관 |
| 2008년 12월 20일 | 도로공사 | 0 - 3 | GS칼텍스  | 구미박정희체육관   |
| 2008년 12월 21일 | 흥국생명 | 3 - 0 | KT&G      | 천안유관순체육관   |
| 2008년 12월 24일 | KT&G     | 3 - 0 | 현대건설  | 대전충무체육관     |
| 2008년 12월 25일 | 흥국생명 | 3 - 0 | 도로공사  | 천안유관순체육관   |

- 2라운드에서도 상위권 두 팀인 흥국생명과 GS칼텍스가 3승 1패씩 나눠 가졌고, 중위권 경쟁 중이던 KT&G와 현대건설의 맞대결에서는 KT&G가 승리하였다.
- 최우수 선수 : 카리나(천안 흥국생명 핑크스파이더스)

3라운드
| 날짜             | 홈 팀    | 득점  | 어웨이 팀 | 장소               |
| ---------------- | -------- | ----- | --------- | ------------------ |
| 2008년 12월 27일 | KT&G     | 3 - 0 | 도로공사  | 대전충무체육관     |
| 2008년 12월 28일 | 현대건설 | 0 - 3 | 흥국생명  | 수원실내체육관     |
| 2008년 12월 30일 | 도로공사 | 1 - 3 | 현대건설  | 구미박정희체육관   |
| 2009년 1월 1일   | GS칼텍스 | 0 - 3 | KT&G      | 인천도원시립체육관 |
| 2009년 1월 4일   | 흥국생명 | 2 - 3 | GS칼텍스  | 천안유관순체육관   |
| 2009년 1월 4일   | 현대건설 | 3 - 1 | KT&G      | 수원실내체육관     |
| 2009년 1월 7일   | GS칼텍스 | 3 - 0 | 현대건설  | 인천도원시립체육관 |
| 2009년 1월 8일   | 도로공사 | 1 - 3 | 흥국생명  | 구미박정희체육관   |
| 2009년 1월 10일  | 흥국생명 | 3 - 0 | KT&G      | 천안유관순체육관   |
| 2009년 1월 11일  | 도로공사 | 1 - 3 | GS칼텍스  | 구미박정희체육관   |

- 3라운드 초반 전격적인 감독 교체라는 돌발 상황을 겪고도 흥국생명은 3승 1패의 준수한 성적을 기록하였고, GS칼텍스·KT&G·현대건설은 각각 2승 2패씩을 기록하였다. 도로공사는 2라운드에 이어 3라운드에서도 전패하며 시즌 8연패를 기록하였다.
- 최우수 선수 : 김연경(천안 흥국생명 핑크스파이더스)

4라운드
| 날짜            | 홈 팀    | 득점  | 어웨이 팀 | 장소                 |
| --------------- | -------- | ----- | --------- | -------------------- |
| 2009년 1월 22일 | 도로공사 | 3 - 2 | 현대건설  | 올림픽공원 제2체육관 |
| 2009년 1월 23일 | GS칼텍스 | 2 - 3 | 흥국생명  | 올림픽공원 제2체육관 |
| 2009년 1월 24일 | KT&G     | 3 - 1 | 도로공사  | 올림픽공원 제2체육관 |
| 2009년 1월 26일 | 현대건설 | 1 - 3 | GS칼텍스  | 올림픽공원 제2체육관 |
| 2009년 1월 27일 | 흥국생명 | 1 - 3 | KT&G      | 올림픽공원 제2체육관 |
| 2009년 1월 28일 | 도로공사 | 0 - 3 | GS칼텍스  | 올림픽공원 제2체육관 |
| 2009년 1월 29일 | 현대건설 | 2 - 3 | 흥국생명  | 올림픽공원 제2체육관 |
| 2009년 1월 30일 | GS칼텍스 | 3 - 2 | KT&G      | 올림픽공원 제2체육관 |
| 2009년 1월 31일 | 흥국생명 | 2 - 3 | 도로공사  | 올림픽공원 제2체육관 |
| 2009년 2월 1일  | KT&G     | 0 - 3 | 현대건설  | 올림픽공원 제2체육관 |

- 3라운드까지 정규리그 1위를 유지했던 흥국생명이 KT&G와 도로공사에게 패배하며 4라운드까지의 정규리그 순위에서 GS칼텍스에게 1위를 내줘야 했다. 도로공사는 8연패 끝에 4라운드에서 2승 2패를 기록하였다.
- 최우수 선수 : 밀라(구미 한국도로공사 EX)

5라운드
| 날짜            | 홈 팀    | 득점  | 어웨이 팀 | 장소               |
| --------------- | -------- | ----- | --------- | ------------------ |
| 2009년 2월 5일  | KT&G     | 3 - 2 | GS칼텍스  | 대전충무체육관     |
| 2009년 2월 5일  | 현대건설 | 3 - 0 | 도로공사  | 수원실내체육관     |
| 2009년 2월 7일  | 흥국생명 | 2 - 3 | 현대건설  | 천안유관순체육관   |
| 2009년 2월 8일  | 도로공사 | 3 - 0 | KT&G      | 구미박정희체육관   |
| 2009년 2월 10일 | 현대건설 | 2 - 3 | GS칼텍스  | 수원실내체육관     |
| 2009년 2월 11일 | 흥국생명 | 1 - 3 | 도로공사  | 천안유관순체육관   |
| 2009년 2월 14일 | GS칼텍스 | 3 - 1 | 도로공사  | 인천도원시립체육관 |
| 2009년 2월 15일 | KT&G     | 3 - 2 | 흥국생명  | 대전충무체육관     |
| 2009년 2월 17일 | 현대건설 | 2 - 3 | KT&G      | 수원실내체육관     |
| 2009년 2월 19일 | GS칼텍스 | 2 - 3 | 흥국생명  | 인천도원시립체육관 |

- 대회 초반 부진했던 KT&G가 시즌 중반 이후 탄력을 받으며 5라운드에서 3승 1패를 기록하며 선전하였다. KT&G와 함께 플레이오프 진출권을 놓고 다투던 현대건설은 5라운드 GS칼텍스와의 경기에서 다 이긴 경기를 풀세트 듀스 접전 끝에 내줬고, 이후 6라운드 초반까지 부진에 빠지며 플레이오프 진출 경쟁에서 멀어졌다. 한편 2005 시즌 11연패 이후 최다 연패인 4연패에 빠졌던 흥국생명은 5라운드 마지막 경기에서 GS칼텍스를 잡으며 연패 탈출에 성공했다.
- 최우수 선수 : 마리안(대전 KT&G 아리엘즈)

6라운드
| 날짜            | 홈 팀    | 득점  | 어웨이 팀 | 장소               |
| --------------- | -------- | ----- | --------- | ------------------ |
| 2009년 2월 22일 | KT&G     | 3 - 2 | GS칼텍스  | 대전충무체육관     |
| 2009년 2월 22일 | 도로공사 | 2 - 3 | 흥국생명  | 구미박정희체육관   |
| 2009년 2월 25일 | 현대건설 | 1 - 3 | KT&G      | 수원실내체육관     |
| 2009년 2월 26일 | GS칼텍스 | 1 - 3 | 도로공사  | 인천도원시립체육관 |
| 2009년 3월 1일  | 흥국생명 | 2 - 3 | KT&G      | 천안유관순체육관   |
| 2009년 3월 1일  | GS칼텍스 | 3 - 0 | 현대건설  | 인천도원시립체육관 |
| 2009년 3월 4일  | KT&G     | 3 - 1 | 도로공사  | 대전충무체육관     |
| 2009년 3월 5일  | 현대건설 | 3 - 0 | 흥국생명  | 수원실내체육관     |
| 2009년 3월 7일  | 도로공사 | 2 - 3 | 현대건설  | 구미박정희체육관   |
| 2009년 3월 8일  | 흥국생명 | 1 - 3 | GS칼텍스  | 천안유관순체육관   |

- KT&G가 2008~2009 시즌 여자부 처음으로 한 라운드 전승을 거두며 연승을 이어나갔다. 현대건설은 흥국생명과 도로공사에 잇따라 승리를 거두며 플레이오프 진출에 대한 실낱같은 희망의 불씨를 되살렸다.
- 최우수 선수 : 김사니(대전 KT&G 아리엘즈)

7라운드
| 날짜            | 홈 팀    | 득점  | 어웨이 팀 | 장소               |
| --------------- | -------- | ----- | --------- | ------------------ |
| 2009년 3월 10일 | 도로공사 | 1 - 3 | KT&G      | 구미박정희체육관   |
| 2009년 3월 11일 | 흥국생명 | 3 - 0 | 현대건설  | 천안유관순체육관   |
| 2009년 3월 14일 | 현대건설 | 0 - 3 | GS칼텍스  | 수원실내체육관     |
| 2009년 3월 15일 | KT&G     | 3 - 2 | 흥국생명  | 대전충무체육관     |
| 2009년 3월 18일 | GS칼텍스 | 3 - 0 | KT&G      | 인천도원시립체육관 |
| 2009년 3월 19일 | 흥국생명 | 3 - 2 | 도로공사  | 천안유관순체육관   |
| 2009년 3월 22일 | GS칼텍스 | 1 - 3 | 흥국생명  | 인천도원시립체육관 |
| 2009년 3월 22일 | 현대건설 | 0 - 3 | 도로공사  | 수원실내체육관     |
| 2009년 3월 24일 | KT&G     | 3 - 0 | 현대건설  | 대전충무체육관     |
| 2009년 3월 24일 | 도로공사 | 0 - 3 | GS칼텍스  | 구미박정희체육관   |

- 선두를 달리던 GS칼텍스가 2위팀 KT&G를 꺾고 정규 리그 우승을 확정지었다. 흥국생명은 현대건설에게 승리를 거두고 플레이오프에 3위로 진출했다.
- 최우수 선수: 이숙자(인천 GS칼텍스)

### 올스타전
올스타전은 남녀부 모두 2009년 1월 18일 서울특별시 장충체육관에서 열렸다. 지난 해에 베이징올림픽 예선전 관계로 열리지 못하여 2년 만에 열린 올스타전에서 남자부는 지난 시즌 1위, 4위, 6위 팀인 대전 삼성화재 블루팡스, 구미 LIG손해보험 그레이터스, 신협상무 선수들로 구성된 K-스타팀이 2위, 3위, 5위 팀인 천안 현대캐피탈 스카이워커스, 인천 대한항공 점보스, 수원 KEPCO 45 선수들로 구성된 V-스타팀을 최종스코어 63-59로 이겼고, 여자부는 지난 시즌 2위, 4위, 5위 팀인 인천 GS칼텍스, 구미 한국도로공사 EX, 수원 현대건설 그린폭스 선수들로 구성된 K-스타팀이 1위, 3위 팀인 천안 흥국생명 핑크스파이더스, 대전 KT&G 아리엘즈 선수들로 구성된 V-스타팀을 63-55로 이겼다.
올스타전을 앞두고 열린 올드스타와의 경기는 추억의 남녀 선수들이 혼성팀을 이루었으며, 왕년의 스타인 강만수, 최천식, 이경석, 이종경, 마낙길 등의 남자 선수들은 지경희, 장윤희, 김남순, 이수정, 정선혜, 강혜미와 혼합하여 올드경기가 열렸다.

### 신생 우리캐피탈과의 시범경기
우리캐피탈과의 경기 결과는 정규리그 성적에 반영되지 않는다.
| 날짜            | 홈 팀      | 득점  | 어웨이 팀   | 장소                 |
| --------------- | ---------- | ----- | ----------- | -------------------- |
| 2009년 1월 23일 | 우리캐피탈 | 0 - 3 | KEPCO 45    | 올림픽공원 제2체육관 |
| 2009년 1월 24일 | 우리캐피탈 | 1 - 3 | 현대캐피탈  | 올림픽공원 제2체육관 |
| 2009년 1월 25일 | 우리캐피탈 | 3 - 1 | 신협상무    | 올림픽공원 제2체육관 |
| 2009년 1월 28일 | 우리캐피탈 | 3 - 0 | 삼성화재    | 올림픽공원 제2체육관 |
| 2009년 1월 31일 | 우리캐피탈 | 1 - 3 | 대한항공    | 올림픽공원 제2체육관 |
| 2009년 2월 2일  | 우리캐피탈 | 0 - 3 | LIG손해보험 | 올림픽공원 제2체육관 |

### 포스트시즌
포스트시즌은 2009년 3월 26일부터 여자부 플레이오프 1차전을 시작으로 챔피언 결정전 5차전이 열리는 4월 12일까지 열렸다. 남자부 및 여자부 모두 이동일을 제외하고 격일로 열렸으며, 플레이오프는 정규리그 2위팀과 정규리그 3위팀이 3전 2선승제로 승자를 가렸다. 남자부의 승자인 대전 삼성화재 블루팡스는 2009년 4월 5일(여자부의 승자 천안 흥국생명 핑크스파이더스는 4월 4일)부터 남자부 정규리그 1위팀인 천안 현대캐피탈 스카이워커스(여자부 정규리그 1위팀은 인천 GS칼텍스와 5전 3선승제로 챔피언 결정전을 치렀다.

### 한일 탑매치
2008년 베이징 올림픽 예선전 관계로 대회가 일찍 끝나면서 탑매치가 열리지 않은 이후 2년 만에 맞이하는 세 번째 한일 탑매치이며 스폰서는 흥국금융가족의 후원으로 《흥국금융가족 2009 한일 V-리그 탑매치》라는 이름으로 치러졌으며 경기결과는 다음과 같다.

#### 남자부
남자부 우승 팀인 대전 삼성화재 블루팡스와 준우승 팀인 천안 현대캐피탈 스카이워커스는 일본 리그 우승 팀인 토레이 애로즈와 준우승 팀인 사카이 블레이저스와 각각 2경기씩 갖게 된다. 장소는 일본 기타큐슈시 시립체육관이며, 4월 25일, 4월 26일 양일간 열릴 예정이다.
| 날짜            | 홈 팀  | 득점  | 어웨이 팀  | 장소                  |
| --------------- | ------ | ----- | ---------- | --------------------- |
| 2009년 4월 25일 | 사카이 | 1 - 3 | 삼성화재   | 기타큐슈시 시립체육관 |
| 2009년 4월 25일 | 토레이 | 3 - 1 | 현대캐피탈 | 기타큐슈시 시립체육관 |
| 2009년 4월 26일 | 사카이 | 3 - 0 | 현대캐피탈 | 기타큐슈시 시립체육관 |
| 2009년 4월 26일 | 토레이 | 3 - 1 | 삼성화재   | 기타큐슈시 시립체육관 |

#### 여자부
흥국금융가족이 대회 스폰서로 참여하면서 한국에서 열린 대회 명칭은 "흥국금융가족배 한일 탑매치"로 여자부 경기가 열렸다. 대한민국 V-리그 여자부 우승 팀인 천안 흥국생명 핑크스파이더스와 준우승 팀인 인천 GS칼텍스는 일본 리그 우승 팀인 토레이 애로즈와 준우승 팀인 히사미츠 스프링스와 각각 2경기씩 가졌다. 장소는 대한민국 광주광역시 염주체육관이며, 4월 18일, 4월 19일 양일간 열렸다. 천안 흥국생명 핑크스파이더스는 토레이 애로즈에게 패했지만 점수득실에서 앞서 한국팀으로는 처음으로 한일 탑매치 여자부 우승을 차지하였다.
| 날짜            | 홈 팀    | 득점  | 어웨이 팀 | 장소                  |
| --------------- | -------- | ----- | --------- | --------------------- |
| 2009년 4월 18일 | 흥국생명 | 3 - 1 | 히사미츠  | 광주광역시 염주체육관 |
| 2009년 4월 18일 | GS칼텍스 | 3 - 0 | 도레이    | 광주광역시 염주체육관 |
| 2009년 4월 19일 | GS칼텍스 | 2 - 3 | 히사미츠  | 광주광역시 염주체육관 |
| 2009년 4월 19일 | 흥국생명 | 1 - 3 | 도레이    | 광주광역시 염주체육관 |

- 우승 팀: 천안 흥국생명 핑크스파이더스
- MVP: 김연경 (흥국생명)
- MIP: 기무라 사오리 (도레이 애로즈)

## 시상 및 기록

### 우승 팀

#### 남자부
- 정규리그 우승 : 천안 현대캐피탈 스카이워커스

정규리그 우승 팀을 한 치 앞도 내다볼 수 없는 안개속 형국에서 우승의 영광은 천안 현대캐피탈 스카이워커스에게 돌아갔다. 현대캐피탈은 대회 초반 인천 대한항공 점보스의 1라운드 전승으로 순위 싸움에서 고전했지만 3라운드에서 전승을 거두며 1위에 올라섰다. 하지만 대전 삼성화재 블루팡스의 선전으로 6라운드까지 1경기차 선두를 유지하다가 7라운드 삼성화재와의 경기를 패하며 1위 자리를 삼성화재에게 내주었다. 하지만 삼성화재가 이틀 후 벌어진 인천 대한항공 점보스와의 경기에서 1-3으로 패하면서 현대캐피탈은 3일만에 선두를 되찾았고, 끝까지 1경기차 선두를 유지하며 마지막 경기인 신협상무와의 경기를 승리함으로써 현대캐피탈은 3년 만에 정규리그 우승을 차지하게 되었다.
- 챔피언결정전 우승 : 대전 삼성화재 블루팡스

#### 여자부
- 정규리그 우승 : 인천 GS칼텍스

여자부 정규리그 우승의 영광은 인천 GS칼텍스에게 돌아갔다. 대회 초반 함께 1위를 놓고 다투던 천안 흥국생명 핑크스파이더스가 중반 이후 부진의 늪에 빠졌고, 하위권에 처져 있던 대전 KT&G 아리엘즈가 리그 후반 8연승을 기록하면서 7라운드 중반까지 정규리그 우승 팀의 향방은 안개 속이었다. 그러나 2009년 3월 18일 GS칼텍스가 KT&G와의 7라운드 맞대결에서 승리하며 정규리그 우승 트로피를 받았다. GS칼텍스가 프로 출범 이후 정규리그에서 우승한 것은 2008~2009 시즌이 처음이다.
- 챔피언결정전 우승 : 천안 흥국생명 핑크스파이더스

역대 여자부 챔피언결정전에는 '첫 경기를 패하면 우승한다'는 이상한 징크스가 존재하는데 다섯 번째 시즌인 이 시즌에서도 그 징크스는 계속되었는데 GS칼텍스가 1차전을 승리로 장식하였다.

### 수상자 및 수상팀

#### 남자부
- 정규리그 부문별 수상자
  - 공격상 : 박철우(천안 현대캐피탈 스카이워커스 · 공격성공률 55.32%)
  - 득점상 : 안젤코(대전 삼성화재 블루팡스 · 885점)
  - 서브상 : 안젤코(대전 삼성화재 블루팡스 · 서브득점 세트 당 0.37개)
  - 세터상 : 최태웅(대전 삼성화재 블루팡스 · 세트 당 13개)
  - 수비상 : 이강주(신협상무 · 디그 성공 + 리시브 정확 세트 당 8.16개)
  - 블로킹상 : 이선규(천안 현대캐피탈 스카이워커스 · 블로킹 98개, 세트 당 0.92개)
  - 정규리그 MVP : 박철우(천안 현대캐피탈 스카이워커스 · 전체 39표 중 23표 획득)
- 신인 선수상 : 황동일 (구미 LIG손해보험 그레이터스 · 전체 39표 중 18표 획득)
- 페어 플레이상 : 최석기 (수원 KEPCO 45)
- 기량 발전상 : 김요한 (구미 LIG손해보험 그레이터스)
- 우승 감독상 : 신치용 (대전 삼성화재 블루팡스)

#### 여자부
- 정규리그 부문별 수상자
  - 공격상 : 데라크루즈(인천 GS칼텍스 · 공격성공률 49.26%)
  - 득점상 : 밀라(구미 한국도로공사 EX · 774점)
  - 서브상 : 김연경(천안 흥국생명 핑크스파이더스 · 서브득점 세트 당 0.37개)
  - 세터상 : 이효희(천안 흥국생명 핑크스파이더스 · 세트 당 11.87개)
  - 수비상 : 김해란(구미 한국도로공사 EX · 디그 성공 + 리시브 정확 세트 당 9.60개)
  - 블로킹상 : 김세영(대전 KT&G 아리엘즈 · 블로킹 86개, 세트 당 0.79개)
  - 정규리그 MVP : 데라크루즈(인천 GS칼텍스 · 전체 39표 중 19표 획득)
- 신인 선수상 : 염혜선 (수원 현대건설 그린폭스) · 전체 39표 중 24표 획득)
- 페어 플레이상 : 임효숙 (구미 한국도로공사 EX)
- 기량 발전상 : 하준임 (구미 한국도로공사 EX)
- 우승 감독상 : 어창선 (천안 흥국생명 핑크스파이더스)

#### 기타
- 베스트 드레서상 : 김요한 (구미 LIG손해보험 그레이터스)
- 포토제닉상 : 김요한 (구미 LIG손해보험 그레이터스)
- 심판상 : 김건태, 이광훈
- KOVO 꿈나무상 : 정태현 (대전유성초등학교), 김윤호(익산남성중학교)

### 트리플 크라운
트리플 크라운이란 한 선수가 한 경기에서 후위 공격 3개 이상, 서브 득점 3개 이상, 블로킹 득점 3개 이상씩을 기록하는 것이다. 트리플 크라운을 달성한 선수에게는 100만원의 상금이 주어진다.

#### 남자부
- 안젤코 (대전 삼성화재 블루팡스, 2008년 12월 27일)
- 앤더슨 (천안 현대캐피탈 스카이워커스, 2009년 2월 15일)
- 안젤코 (대전 삼성화재 블루팡스, 2009년 3월 27일)

#### 여자부
- 카리나 (천안 흥국생명 핑크스파이더스, 2008년 11월 22일)
- 데라크루즈 (인천 GS칼텍스, 2008년 11월 23일)
- 데라크루즈 (인천 GS칼텍스, 2008년 12월 10일)
- 카리나 (천안 흥국생명 핑크스파이더스, 2008년 12월 17일)
- 황연주 (천안 흥국생명 핑크스파이더스, 2009년 1월 10일)
- 김연경 (천안 흥국생명 핑크스파이더스, 2009년 1월 29일)
- 데라크루즈 (인천 GS칼텍스, 2009년 1월 30일)
- 데라크루즈 (인천 GS칼텍스, 2009년 4월 11일)